# Genes, Brain and Behavior
Genes, Brain and Behavior (en castellano: Genes, Cerebro y Comportamiento) es una revista científica con revisión por pares en los campos de la genética del comportamiento, neurales y psiquiátrica.
De acuerdo con el Journal Citation Reports, el factor de impacto de esta revista era 4,061 en el 2010. El fundador y redactor jefe es Wim E. Crusio (Centre National de la Recherche Scientifique y la Universidad de Burdeos 1, Francia). El actual redactor jefe es Andrew Holmes (Institutos Nacionales de Salud (NIAAA), Bethesda, MD, EE. UU.).